# Old Man of Stoer
Old Man of Stoer è un faraglione di 60 metri a Sutherland, in Scozia, più precisamente vicino alla marilyn Sidhean Mor, dei villaggi di Culkein e Stoer e del Point of Stoer.
Con il suo nome, a volte è confuso con l'Old Man of Storr sull'isola di Skye.